# Stephen Rothman (Mediziner)
Stephen Rothman (eigentlich István Rothman, auch Stephan Rothman; * 10. September 1894 in Budapest; † 31. August 1963 in Chicago) war ein ungarisch-amerikanischer Dermatologe.

## Leben und Wirken
Rothman war der Sohn eines Stomatologen. Nach dem Abitur diente er in der österreichisch-ungarischen Armee und absolvierte dabei an der Universität Budapest ein Studium der Medizin, das er 1917 abschloss. Danach diente er als Militärarzt. 1918 erhielt er an der Universität Budapest in der Abteilung Physiologie einen Lehrauftrag. In der Ambulanz von Lajos Török (1863–1945), einem Schüler von Paul Gerson Unna, erwarb er Kenntnisse in klinischer Dermatologie.
Ab 1920 machte er an der Hautklinik der Universität Gießen bei Albert Jesionek eine dermatologische Fachweiterbildung, habilitierte sich 1923 und wurde 1927 außerordentlicher Professor für klinische Dermatologie und Venerologie. In dieser Zeit besuchte er auch weitere Universitätshautkliniken in Deutschland sowie in Zürich, Wien, Paris und London. 1928 ging er wieder zurück nach Budapest, wurde Direktor der Dermatologischen Klinik und eröffnete eine Privatpraxis. 1935 war er Generalsekretär des „9. International Congress of Dermatology“ in Budapest.
1938 wanderte er nach Chicago aus. Dort wurde er 1942 als Nachfolger von Samuel William Becker zum Direktor der Dermatologischen Abteilung an der Medizinischen Schule der University of Chicago ernannt. 1941 wurde er Assistant Professor, 1943 Associate Professor und 1945 zum ordentlichen Professor an der University of Chicago berufen.
Der Schwerpunkt seiner Forschung lag auf dem Gebiet der beschreibenden klinischen Dermatologie und der Biochemie der Haut. 1942 erfolgte durch ihn die Erstbeschreibung des paraneoplastischen Erythema necroticans migrans.
Stephen Rothman war verheiratet  und hatte zwei Söhne.
Die Society for Investigative Dermatology verleiht den „Stephen Rothman Award“ und die „Stephen Rothman Medal“.

### Rothmann-Makai-Syndrom
Stephen Rothman wird in einigen Quellen die Erstbeschreibung des „Rothmann-Makai-Syndroms“, einer Form der Pannikulitis, zugeschrieben, das auch als „Rothman-Makai-Syndrom“ bezeichnet wird. Diese Erstbeschreibung stammt aber von Max Rothmann aus dem Jahr 1894, dem Geburtsjahr von Stephen Rothman.

## Schriften
- Untersuchungen über die Physiologie der Lichtwirkungen. Habilitationsschrift. Universität Gießen 1923. Springer, Berlin 1923, DNB 365057029.
- mit Fritz Schaaf: Chemie der Haut. Springer, Berlin 1929, OCLC 47657430.
- mit Samuel William Becker, David Kahn: Cutaneous manifestations of internal malignant tumors. In: Archives of Dermatology and Syphilology. 45, 1942, S. 1069–1080, doi:10.1001/archderm.1942.01500120037004.
- The Physiology and Biochemistry of the Skin. University of Chicago Press, Chicago 1954, OCLC 14649803
- (Hrsg.): The human Integument, normal and abnormal. Meeting of the American Association for the Advancement of Science 28./29. Dezember 1957. Washington 1959, OCLC 250917907 (Publication of the American Association for the Advancement of Science. 54).
- mit Arthur L. Shapiro: Undecylenic Acid in the Treatment of Dermatomycosis. In: Archives of Dermatology. 119, 1983, S. 345–350, doi:10.1001/archderm.1983.01650280073020.